# 크리스티나 창
크리스티나 창(Christina Chang, 1971년 6월 29일 ~ )은 미국의 배우이다. 2017년부터 드라마 《굿 닥터》에 출연하고 있다.

## 출연 작품

### 영화
- 랜덤 하트 (1999)
- 다이하드 4.0 (2007)
- 올모스트 퍼펙트 (2011, Almost Perfect)
- 오버나이트 (2012, Overnight)
- Pin-Up (2018) - 단편

### 텔레비전
- Once and Again (2001)
- 클로즈 투 홈 (2005-07, Close to Home)
- CSI: 마이애미 (2004-10)
- 포가튼 (2009)
- 프라이빗 프랙티스 (2010)
- 판타스틱 패밀리 (2010)
- 굿 닥터 (2017-현재)